# Beaulieu-sur-Dordogne

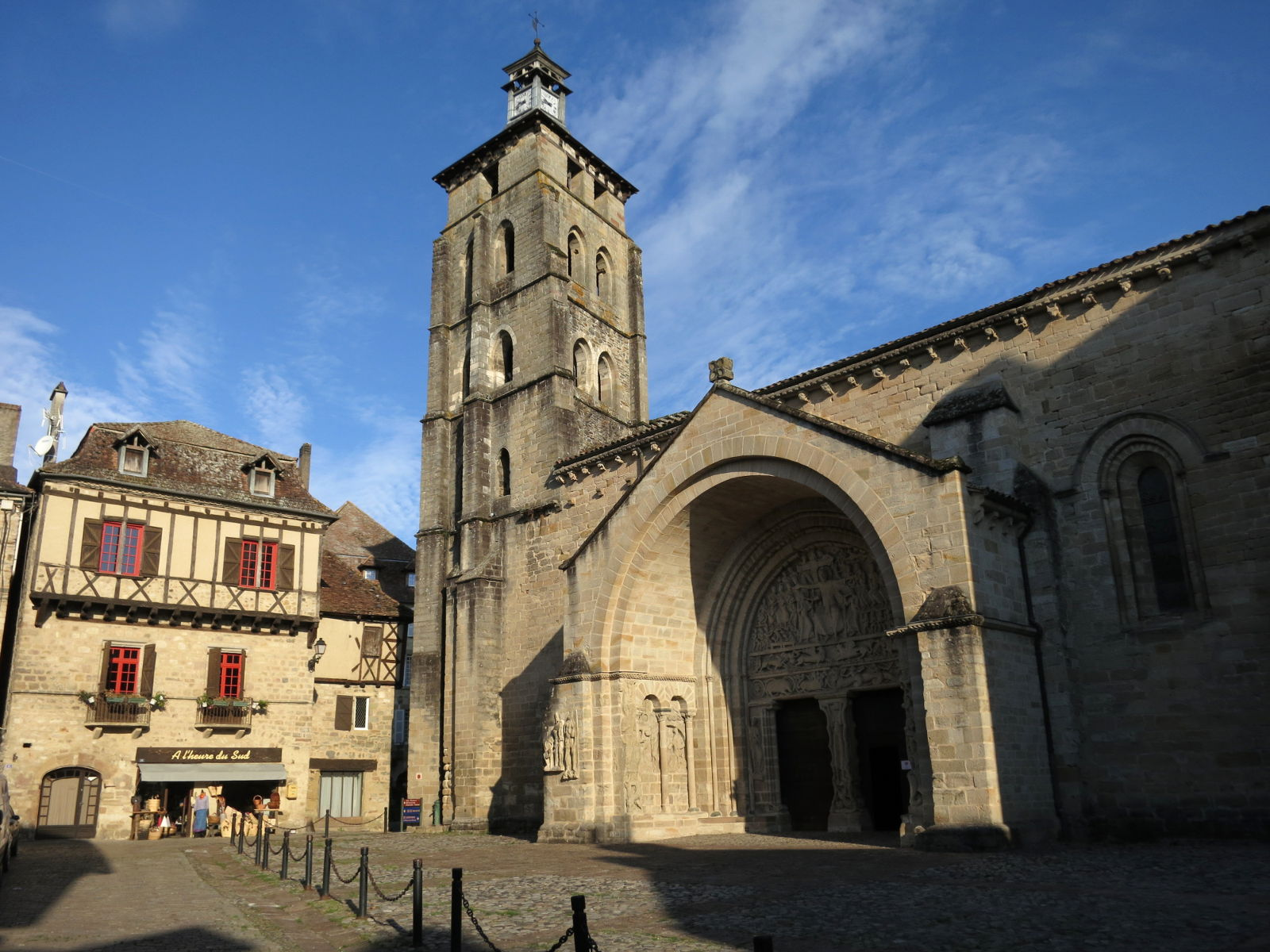
Ehemalige Abteikirche Saint-Pierre

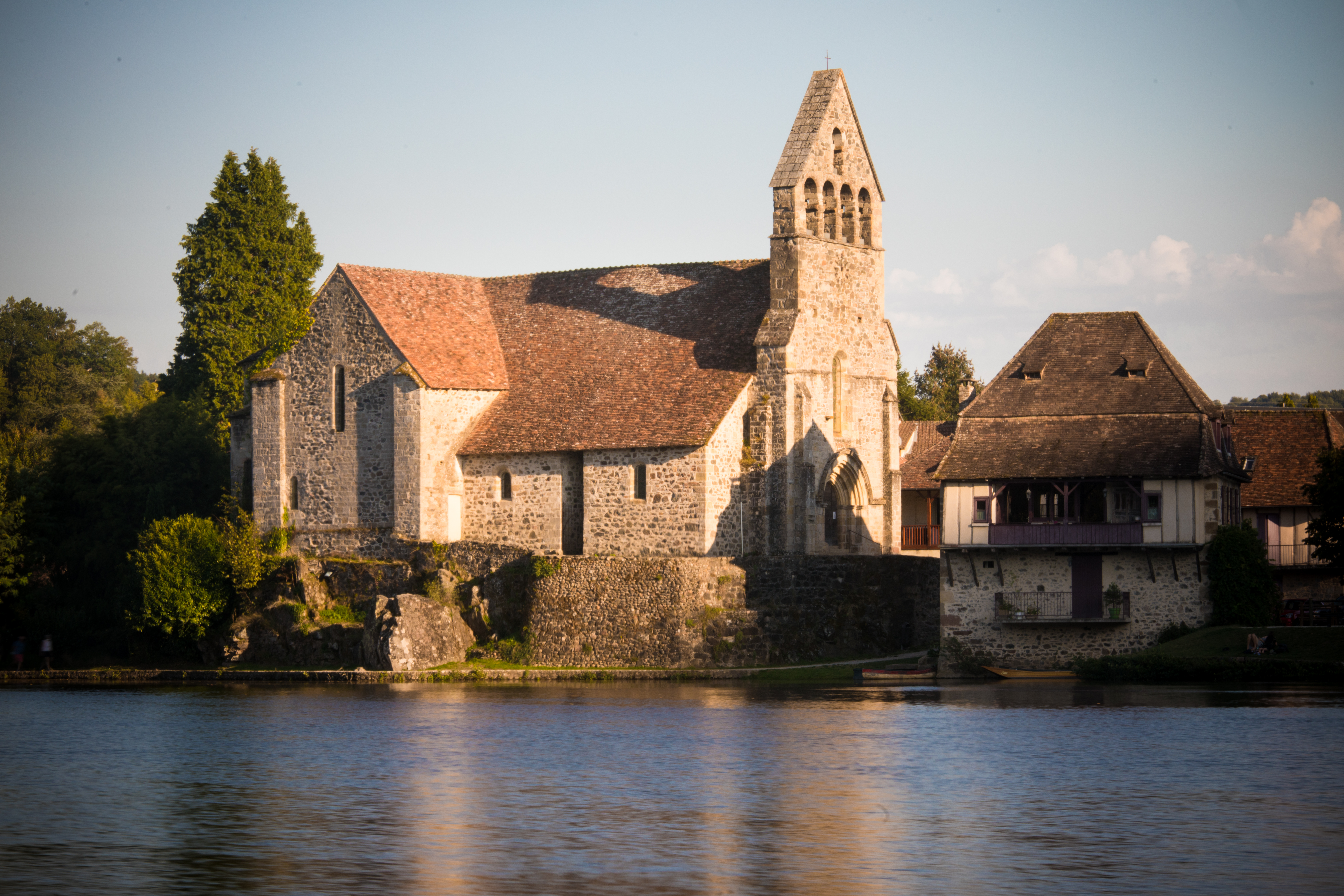
Ehemalige Kapelle der „Blauen Büßer“

Beaulieu-sur-Dordogne (okzitanisch Bél Luéc oder Bellec = „schöner Platz“) ist ein französischer Ort und eine Gemeinde (commune) mit 1.310 Einwohnern (Stand 1. Januar 2022) im Département Corrèze in der Region Nouvelle-Aquitaine. Die heutige Gemeinde entstand mit Wirkung vom 1. Januar 2019 als namensgleiche Commune nouvelle durch die Fusion der ehemaligen Gemeinden Beaulieu-sur-Dordogne und Brivezac, die in der neuen Gemeinde den Status einer Commune déléguée besitzen. Der Verwaltungssitz befindet sich im Ort Beaulieu-sur-Dordogne. Der Ort wurde im Juni 2022 von der Vereinigung Les plus beaux villages de France in die Liste der schönsten Dörfer Frankreichs aufgenommen.

## Lage und Klima
Beaulieu liegt in der Waldeinsamkeit des Tals der Dordogne am westlichen Rand der Xaintrie Blanche und des Zentralmassivs in einer Höhe von knapp 150 m. Das Flüsschen Ménoire mündet hier von rechts in die Dordogne. Die nächstgelegenen etwas größeren Städte sind Brive-la-Gaillarde (ca. 40 km Fahrtstrecke nordwestlich), und Aurillac (gut 60 km östlich); Tulle, die Präfektur des Départements, befindet sich knapp 40 km nördlich. Das Klima ist gemäßigt; Regen (ca. 750 mm/Jahr) fällt – mit Ausnahme der Sommermonate – übers Jahr verteilt.

## Bevölkerungsentwicklung
| Jahr                       | 1800 | 1851 | 1901 | 1954 | 1999 | 2020 |
| Einwohner                  | 1937 | 2490 | 2025 | 1819 | 1086 | 1290 |
| Quellen: Cassini und INSEE |      |      |      |      |      |      |

Aufgrund der Mechanisierung der Landwirtschaft sowie der Aufgabe bäuerlicher Kleinbetriebe („Höfesterben“) ist die Einwohnerzahl der Gemeinde trotz der Eingemeindung von Brivezac seit den 1950er Jahren deutlich zurückgegangen.

## Wirtschaft
In früheren Zeiten lebten die Bewohner als Selbstversorger von den Erträgen ihrer Felder und Gärten. Seit der zweiten Hälfte des 20. Jahrhunderts kamen auch Einnahmen aus dem Tourismus hinzu.

## Geschichte
Der Ort Beaulieu entstand wahrscheinlich seit dem 9. Jahrhundert als Folge einer Abteigründung auf dem Gebiet der Vizegrafschaft Turenne; als Gründer wird Radulf von Bourges (auch Radulf von Turenne) genannt. Der Ort lag auch an einem der vielen Nebenwege nördlich des eigentlichen Jakobsweges (Via Podiensis). Im 11. und frühen 12. Jahrhundert stand die Abtei unter der Kontrolle der Abtei Cluny. Während des Hundertjährigen Krieges (1337–1453) wechselte Beaulieu mehrfach den Besitzer, was natürlich Plünderungen und Zerstörungen zur Folge hatte. Wenig mehr als 100 Jahre später geriet der Ort in den Strudel der Hugenottenkriege (1562–1598). Im Jahr 1738 wurden sämtliche Besitztümer der Familie Turenne – darunter auch Beaulieu – an den französischen König Ludwig XV. verkauft um Spielschulden zu begleichen. Ende des 18. Jahrhunderts begannen die Wirren der Französischen Revolution.

## Sehenswürdigkeiten
- Die ehemalige Abteikirche Saint-Pierre gehört mit ihrem romanischen Tympanon zu den eindrucksvollsten mittelalterlichen Sakralbauten im Südwesten Frankreichs.
- Die eindrucksvoll am Flussufer gelegene einschiffige Kapelle der „Blauen Büßer“ (Chapelle des Pénitents bleus) entstand im 12. Jahrhundert und war die ehemalige Pfarrkirche des Ortes. Nach Zerstörungen während des Hundertjährigen Krieges wurde sie im 14. Jahrhundert restauriert. Nach der durch die Französische Revolution bedingten Auflösung der Klöster wurde die ehemalige Abteikirche St. Pierre zur Pfarrkirche des Ortes. Es folgte der Verkauf der Kapelle an die Bruderschaft der „Blauen Büßer“ im Jahr 1822; nach deren Auflösung im Jahr 1870 fiel sie an die Gemeinde, die in ihr ein kleines Museum unterbrachte.[3]
- Zahlreiche mittelalterliche und frühneuzeitliche Häuser stehen unter Denkmalschutz und prägen das Gesicht des Ortes.

Umgebung
- Die Église Saint-Pierre in Brivezac ist eine gedrungene einschiffige Dorfkirche mit einem Holzgewölbe.

## Gemeindepartnerschaften
Beaulieu-sur-Dordogne pflegt eine Partnerschaft mit der Stadt Scheinfeld im Landkreis Neustadt an der Aisch-Bad Windsheim in Bayern.

## Persönlichkeiten
- Eustorg de Beaulieu (um 1496–1552), Autor, Geistlicher, Organist und Komponist